# Espigüete
Espigüete är en bergstopp i Spanien.   Den ligger i provinsen Provincia de León och regionen Kastilien och Leon, i den norra delen av landet, 290 km norr om huvudstaden Madrid. Toppen på Espigüete är 2 438 meter över havet, eller 477 meter över den omgivande terrängen. Bredden vid basen är 3,4 km.
Terrängen runt Espigüete är huvudsakligen lite bergig. Runt Espigüete är det glesbefolkat, med 10 invånare per kvadratkilometer. Närmaste större samhälle är Guardo, 17,8 km söder om Espigüete. I omgivningarna runt Espigüete växer i huvudsak barrskog.